# Machilus pauhoi
Machilus pauhoi là loài thực vật có hoa trong họ Nguyệt quế. Loài này được Kaneh. miêu tả khoa học đầu tiên năm 1930.